# Jean Mounet-Sully
Mounet-Sully (28 de febrero de 1841 – 1 de marzo de 1916) fue un actor francés.

## Biografía
Nacido en Bergerac, Francia, su nombre completo era Jean-Sully Mounet, aunque utilizaba el nombre artístico de "Mounet-Sully".
A los 21 años de edad entró en el Conservatorio de París, y en 1868 debutó en el Teatro Odéon sin llamar demasiado la atención. Su carrera se vio interrumpida por la guerra franco-prusiana, y su pasión por la carrera militar casi le convenció para dejar el teatro, hasta que recibió en 1872 la oportunidad de interpretar a Orestes en la pieza de Jean Racine Andrómaca, representada en la Comédie Française.

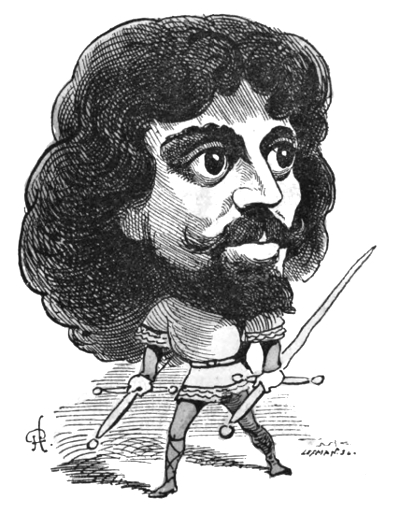
Mounet-Sully por Georges Lafosse en Le Trombinoscope

Su notable presencia y voz, y su apasionado vigor actuando, causaron una inmediata impresión, con lo que pasó a formar parte, como asociado, de la Comédie-Française en 1874. Fue uno de los puntales de la Comédie Française, y se distinguió por interpretar una gran variedad de papeles románticos y trágicos.
Quizás su papel más famoso fue el de Edipo en L'Oedipe roi, una versión francesa de Jules Lacroix del drama de Sófocles. Se representó por vez primera en París en el Teatro Français en 1881 y en 1888 se repuso en el anfiteatro romano de Orange.
Otros destacados papeles del repertorio de Mounet-Sully fueron el de Aquiles en la pieza de Racine Ifigenia en Áulide, Hipólito en Fedra, Hamlet, los papeles protagonistas en las obras de Victor Hugo Hernani y Ruy Blas, Francisco I de Francia en Le roi s'amuse, y Didier en Marion Delorme.
En 1889 fue nombrado caballero de la Legión de Honor, y en 1894 nombrado decano de la Comédie-Française tras la salida de Edmond Got. En 1914, con el inicio de la Primera Guerra Mundial, su situación le lleva a defender los intereses de la Comédie-Française cuando parte del elenco es movilizado. Por entonces con más de setenta años de edad, todavía actuó durante un tiempo, y en abril de 1915 repitió uno de los papeles que habían contribuido a su éxito, el de Polyeucto. Esa fue su última actuación.
Además de actor, Mounet-Sully también escribió una obra de teatro, La Buveuse de l'armes, y en 1906, en colaboración con Pierre Barbier, escribió La Vieillesse de Don Juan en verso.
Su hermano, Paul Mounet, fue igualmente miembro de la Comédie-Française. Amante de Sarah Bernhardt, estuvo casado con la actriz Jeanne Rémy, con la que tuvo una hija, Jeanne Sully, también actriz y miembro de la Comédie-Française.
Mounet-Sully falleció en París en 1916. Fue enterrado en el cementerio de Montparnasse.

## Selección de actuaciones teatrales
- 1869: Le Bâtard, de Alfred Touroude
- 1872: Andrómaca, de Jean Racine, escenografía de Émile Perrin, Comédie-Française
- 1873: Jean de Thommeray,de Émile Augier y Jules Sandeau
- 1874: Fedra, de Jean Racine
- 1874: Zaïre, de Voltaire
- 1875: La Fille de Roland, de Henri de Bornier
- 1876: Rome vaincue, de Alexandre Parodi
- 1877: Hernani, de Victor Hugo
- 1879: Ruy Blas, de Victor Hugo
- 1880: Garin, de Paul Delair
- 1881: Edipo rey, de Sófocles
- 1882: Le roi s'amuse, de Victor Hugo
- 1884: Polyeucto, de Pierre Corneille
- 1886: Hamlet, de William Shakespeare
- 1892: Par le glaive, de Jean Richepin
- 1893: Antígona, de Sófocles
- 1893: Bérénice, de Jean Racine
- 1895: Le Fils de L'Arétin, de Henri de Bornier
- 1898: La Martyre, de Jean Richepin
- 1899: Otelo, de William Shakespeare
- 1901: Edipo rey, de Sófocles
- 1901: Andrómaca, de Jean Racine
- 1903: Les Phéniciennes, de Georges Rivollet
- 1905: Andrómaca, de Jean Racine
- 1905: Marion Delorme, de Victor Hugo
- 1905: Le Réveil, de Paul Hervieu
- 1906: La Vieillesse de Don Juan, de Pierre Barbier y Mounet-Sully
- 1907: Polyeucto, de Pierre Corneille
- 1907: Marion de Lorme, de Victor Hugo
- 1910: Les Erynnies, de Leconte de Lisle
- 1914: Anfitrión, de Molière
- 1913: Sophonisbe, de Alfred Poizat

## Filmografía
- 1908: Œdipe roi, de André Calmettes
- 1908: Britannicus, de André Calmettes
- 1909: Hamlet, de Gérard Bourgeois
- 1909: Andromaque, de André Calmettes
- 1909: Macbeth, de André Calmettes
- 1913: La Légende d'Œdipe, de Gaston Roudès